# Goodenia ramelii
Goodenia ramelii är en tvåhjärtbladig växtart som beskrevs av Ferdinand von Mueller. Goodenia ramelii ingår i släktet Goodenia och familjen Goodeniaceae. Inga underarter finns listade i Catalogue of Life.